# 琼尼·瑟尔
琼尼·瑟尔（英語：Jonny Searle，1969年5月8日—），英国男子赛艇运动员。他曾代表英国参加1992年和1996年夏季奥林匹克运动会赛艇比赛，获得一枚金牌和一枚铜牌。

## 家庭
弟弟格雷格·瑟尔。